# Виталий Волошинов
Виталий Борисович Волошинов (20 март 1947 г. Берлин, Германия – 28 септември 2019 г. Москва, Русия) – съветски и руски физик, учен в областта на акустооптика, почетен преподавател в Московския университет .

## Биография
Волошинов е роден в семейство на донски казаци. Неговият прадядо Андрей Андреевич Волошинов участва в Руско-турската война от 1877 – 1878 г. за освобождаване на България от Османско владичество.
Виталий Борисович е завършил английското специално училище № 1 в Соколници и музикално училище № 1 с име. С. С. Прокофиев през 1965 г. .
През 1971 г. завършва с отличие физически факултет на Московския държавен университет М. В. Ломоносов, катедра физика на осцилации с награда на „Р. В. Хохлов“ за най-добра дипломна работа.
През 1971 – 1973 г. работи като инженер Научноизследователския институт за космически инженерни инструменти.
През 1977 г. след завършване на аспирантура, защитава дисертация на тема „Контрол на светлинните лъчи с помощта на Bragg дифракция в оптично анизотропна среда“, специалност № 01.04.03, радиофизика и квантова електроника.
От 1976 г. започва работа като изследовател в катедрата по физика на Московския държавен университет.
От 1992 г. – е доцент в катедрата по физика на Московския държавен университет.
Подготвил e 15 доктори на науки.
Участник е в проект, Корпус на експерти по естествени науки. Има над 1683 цитирания след 1976 г. 
Умира на 28 септември 2019 г. в Москва .
Погребан е на гробището Митински в Москва.

## Научни изследвания
Научен ръководител на национални и международни изследователски проекти и грантове (CRDF , RFBR )).
През 1989 г. е създаден регулируем акустично-оптичен филтър с широка апертура (до 52 ° оптична бленда) за обработка на изображения във видимия, близкия и средния IR диапазон .
В началото на 90-те години В. Б. Волошинов пръв предлага квазиколинеен акустооптичен филтър на базата на парателулуритен кристал, което значително разширява възможностите и обхвата на приложение на акустооптични устройства   .
В началото на 2000-те В. Б. Волошинов заедно с Н. В. Поликарпова експериментално откриват по акустооптичния метод задното отразяване на акустични вълни на интерфейса между две среди. Оттогава под негово ръководство започва систематично изследване на това необичайно явление  .

## Преподавателски дейности
В катедрата по радиофизика изнася лекции и специални курсове, провежда практикум по физика::
- Оптична комуникация
- Физични основи на електро- и акустооптиката [18],
- Акустооптично взаимодействие в анизотропна среда,
- Съвременни проблеми на акустооптиката [19],
- Практикум по физика на трептенията.

## Публикуване
Публикува 335 статии във водещи руски и чуждестранни списания  :
Приложна оптика, оптично инженерство, списание „Оптика А“: Чиста и приложна оптика, оптика и лазерни технологии, букви за оптика, Acta Physica Polonica A [en], квантова електроника , физика на вълновите явления , радиотехника и електроника, Бюлетин на Московския университет ,
3 книги, 139 доклада на конференции , 222 резюмета, 9 патента , 2 членства в редакционните колегии на сборниците, 6 членства в комисиите на международни конференции , 15 дисертации, 59 тези , 21 курса за обучение, 1 представяне в медиите .

## Награди и титли
- Награда на радиофизическото дружество. А. С. Попова (1973) [6].
- Медал „В памет на 850-годишнината на Москва“ (1995) [6].
- Професор Емерит от Международната научна фондация (1997) [5][6].
- Награда за тях. Р. В. Хохлова за ръководители на дисертации, Физически факултет на Московския държавен университет (1985, 1999, 2000 г.) [6]
- Заслужил преподавател в Московския университет (2007) [40][41].